# アレスティング・フック

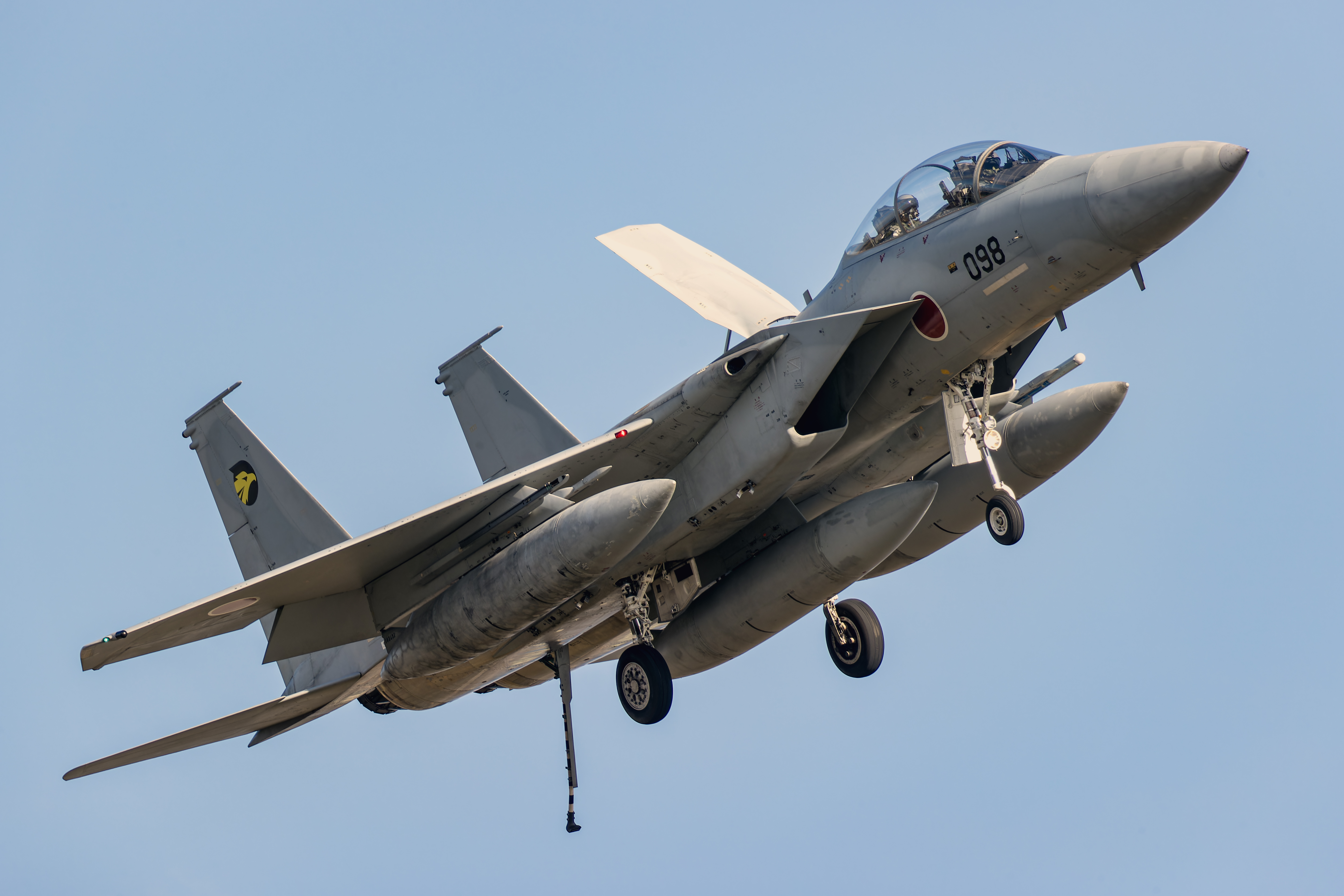
アレスティング・フックを展開して着陸姿勢に入ったF-15DJ

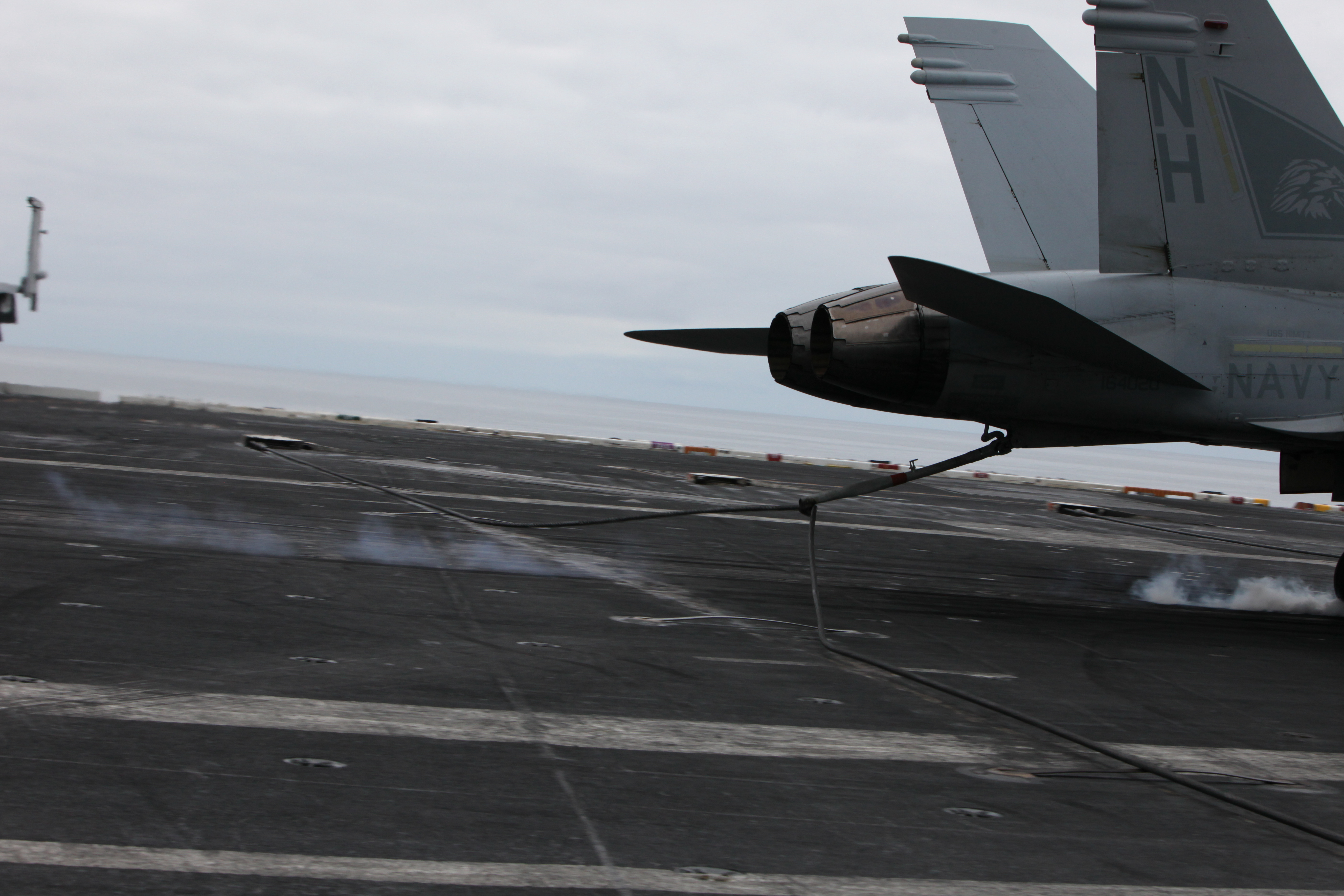
アレスティング・ワイヤーを捉えた直後のアレスティング・フック

アレスティング・フック (arresting hook) とは、主に艦上機の機体尾部下方に装備される、可動式の機体制動用拘束フックである。着艦時、航空母艦の飛行甲板に装備されたアレスティング・ワイヤー（アレスター・ケーブル）に引っかけて機体制動を助け、短距離で停止させる効力を持つ。飛行中は折りたたまれている。
アレスター (arrestor)、アレスター・フック (arrestor hook) 、テイル・フック (tailhook)、着艦フック（ちゃっかんフック）などとも言う。

## 概要
STOVL機を除く多くの艦上機は垂直着陸能力を持たず、かつ着艦にあたっては厳密な停止距離限界を持たざるを得ないため、航空母艦側のアレスティング・ワイヤーとセットで機体側のアレスティング・フックはほぼ必須の装備となっている。陸上であっても、事故等の緊急着陸時に滑走路へアレスティング・ワイヤーを展開させるなどアレスティング・フックを使用することがあるため、陸上運用を前提される機体（軍用機）に装備されていることもある。たとえば、アメリカ空軍の戦闘機のF-15やF-16などは空軍基地から運用されるが、この目的でアレスティング・フックを備える。ただし、陸上機がアレスティング・フックを用いる場合はあくまで非常用であり、滑走路に着陸後できる限り通常の、あるいは残存している装備で減速した上で拘束する事を想定している。フックをかけた後は直ちに制動されるが、アレスティングワイヤは滑走路の中程に設置されているため、その程度の距離は滑走することになる。
着艦の瞬間を捕らえた動画や写真では、アレスティング・フックを用いる航空母艦への着艦時は、機体がアレスティング・ワイヤーの緊張により高度数メートルから飛行甲板または地上へ叩きつけられるように制動されている（降着装置が先に甲板へ降りる場合もあるが、空中でアレスティングワイヤを捕らえ甲板へ叩き付けられる前提で設計している）。アレスティング・フックを用いない陸上基地への着陸に比して、着艦の都度降着装置へ機体重量数倍の衝撃が加わる艦上機は、降着装置の構造強化およびアレスティング・フックの抵抗に耐える機体全体の強化が必要不可欠である。
アレスティング・フックを正確にワイヤーに引っかけて着艦するには非常に高度な操縦技術が要求される。アングルド・デッキを持つ現代の航空母艦への着艦では、ワイヤーを引っ掛け損なった場合（専門用語では「ボルター」と呼ばれる）はそのまま直進加速して再発艦し着艦をやり直すことが可能なため、それに備えエンジンスロットルは着艦の直前までは絞って速度を落とし着艦した瞬間にフルスロットルに入れて再発艦に備える（過去に運用されていたF-14などでは、機体重量が重く相対的にエンジン出力が小さかったので、着艦数秒前にフルスロットルにしていた）。このような再発艦が可能なアングルド・デッキの実用化に伴い、着艦時の事故は減少した。また航空母艦側のアレスティング・ワイヤーの本数も、直線飛行甲板だった時代のエセックス級では18本ほど装備していたのに対し、アングルド・デッキ改造後は4本と大きく減少、ニミッツ級においても「ニミッツ」から「ハリー・S・トルーマン」までの8隻は4本で、最も新しい「ロナルド・レーガン」と「ジョージ・H・W・ブッシュ」の2隻は3本とさらに減少している。直線飛行甲板だった時代の航空母艦では、甲板前方にすでに着艦を終えた別の機体が格納を待って停止していることも多く、このような再発艦は行えなかったため、フルスロットルにすることなく着艦していた。もしワイヤーをフックで引っかけ損ねた場合はブレーキを掛け、航空母艦側に装備されている滑走制止装置と日本で呼ばれる制止用のネット状バリアーを展開して機体を受け止めて制止することとなっていたが100%バリアーで制止できるとは限らず、しばしば着艦事故を発生させた。これがアングルド・デッキの開発の動機のひとつともなった。
F/A-18の画像

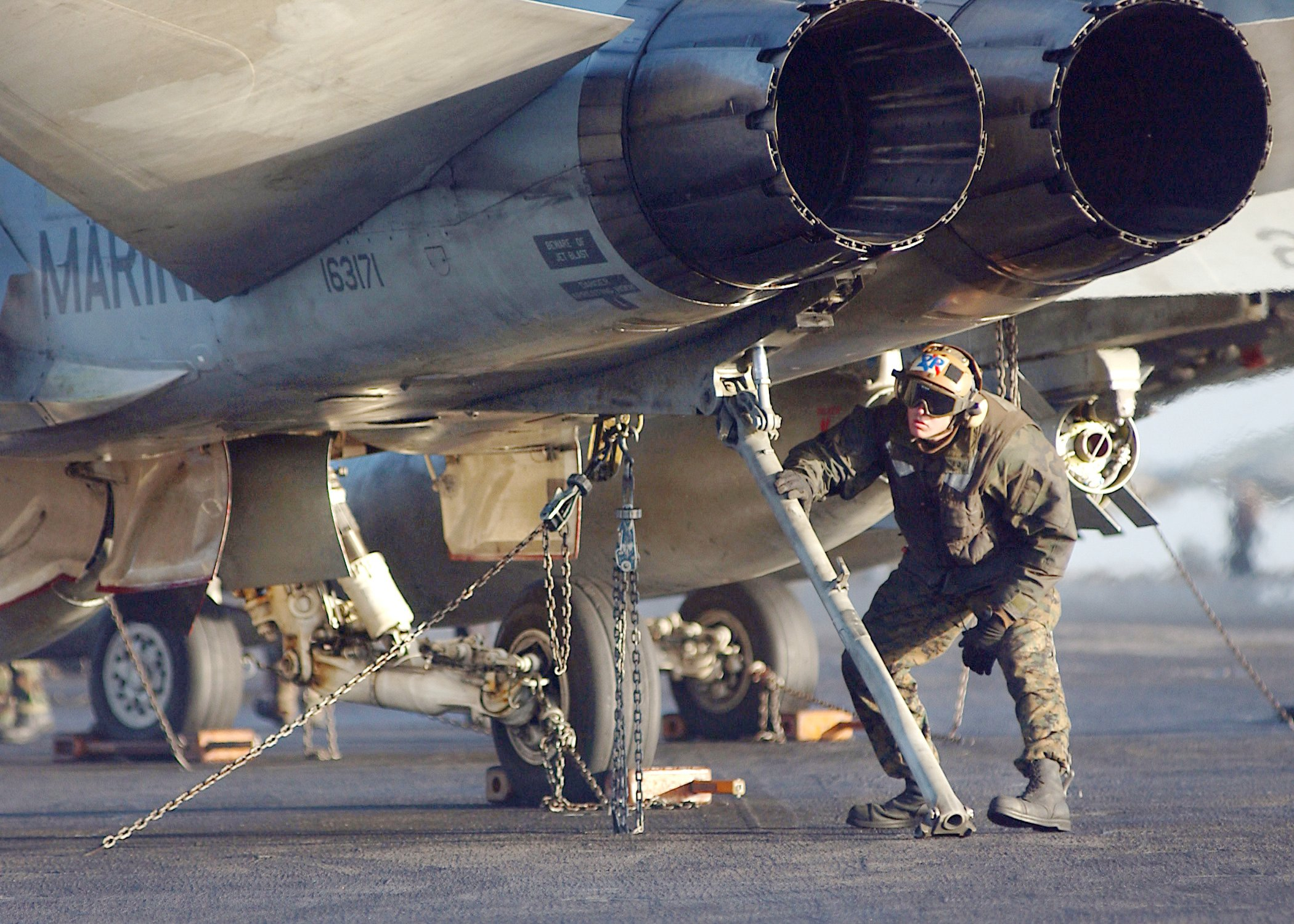
F/A-18A+ のアレスティング・フックに手をかける整備員
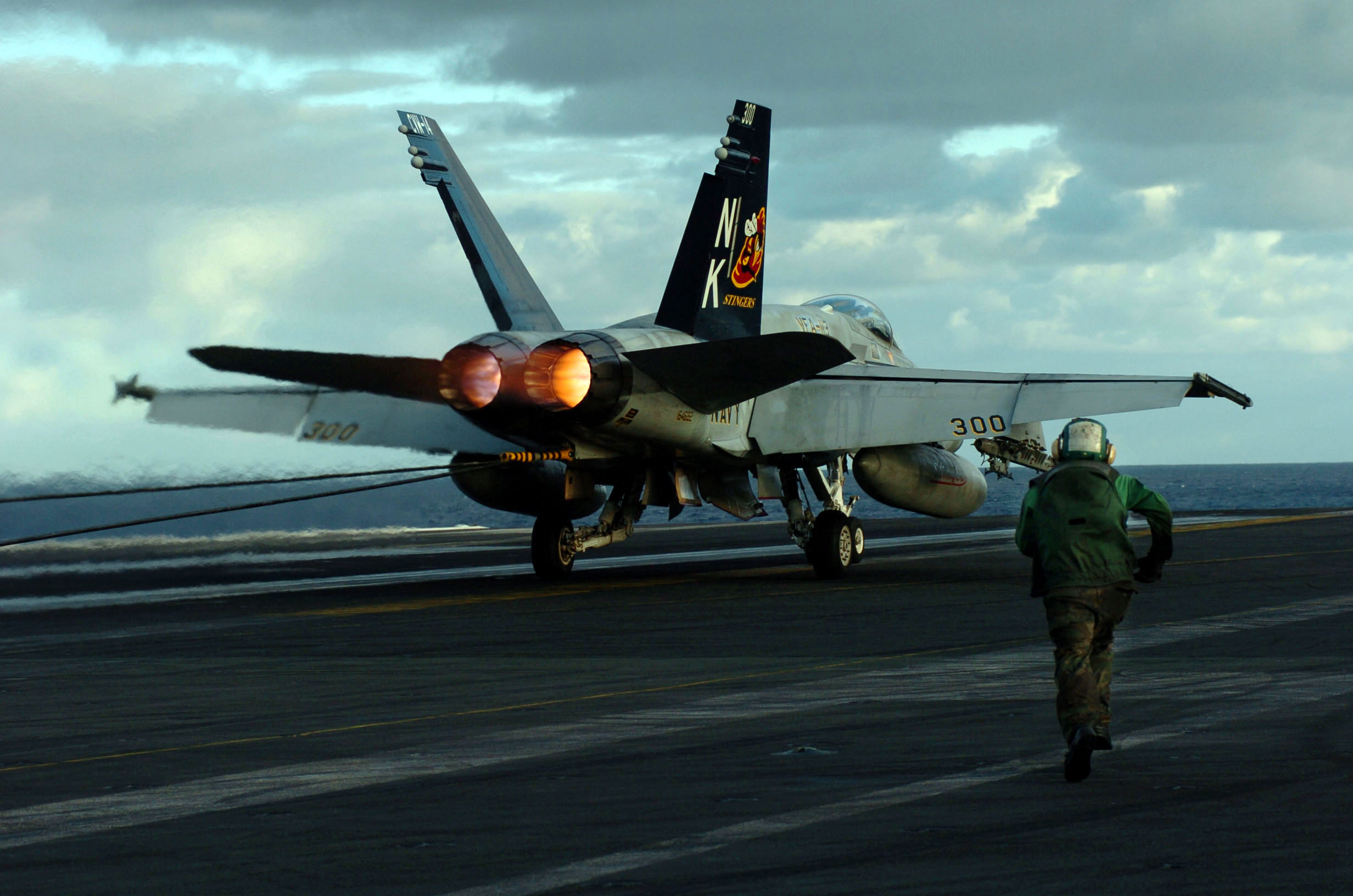
着艦に成功したF/A-18。失敗に備えエンジンはフルスロットルになっていることに注意
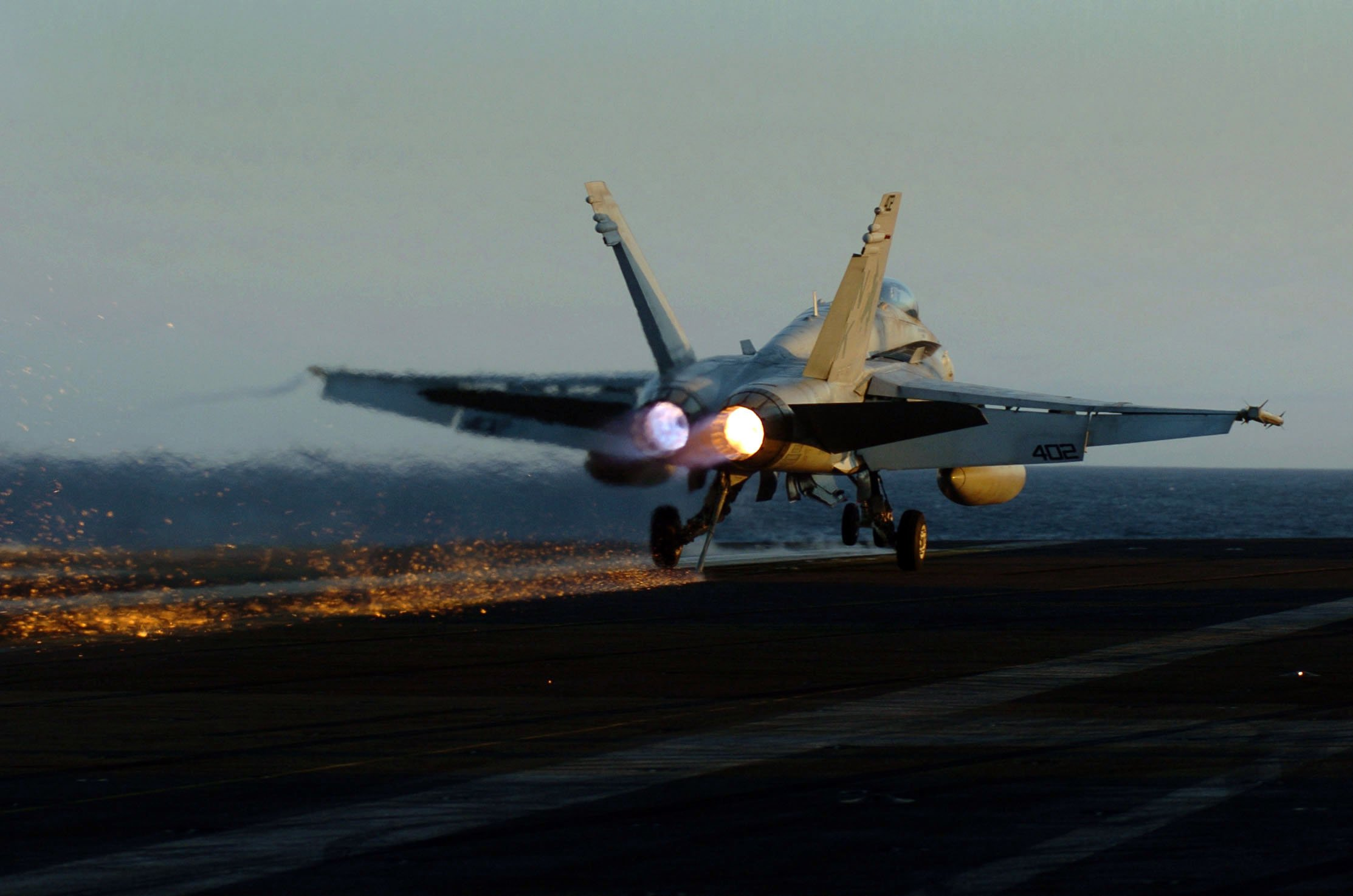
着艦失敗（いわゆる「ボルター」）

その他の画像

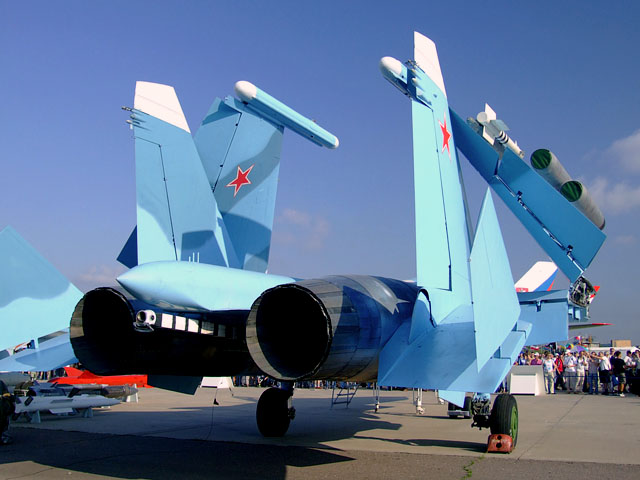
尾部に収納された状態のアレスティング・フック
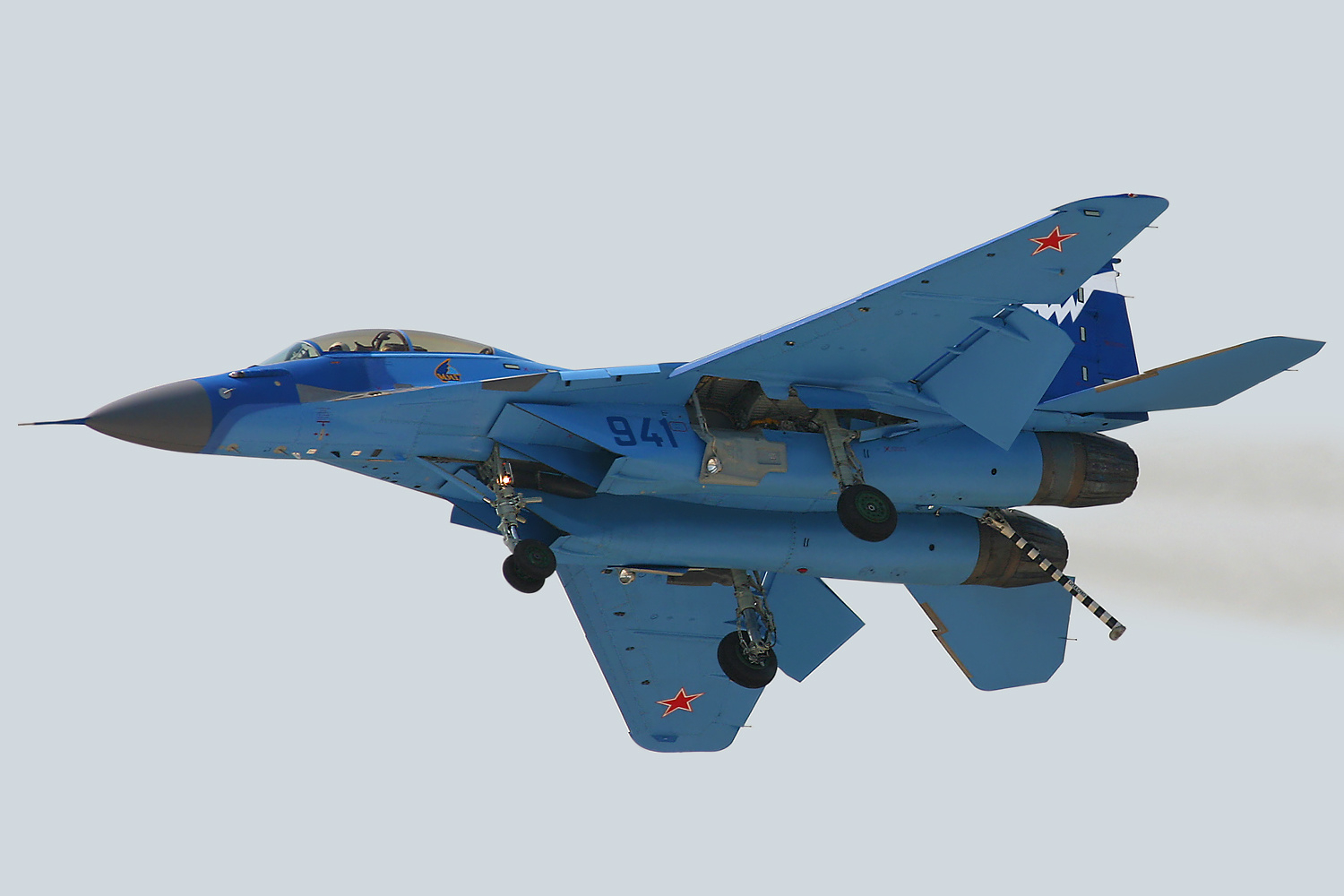
アレスティング・フックを展開して着艦姿勢に入るMiG-29K
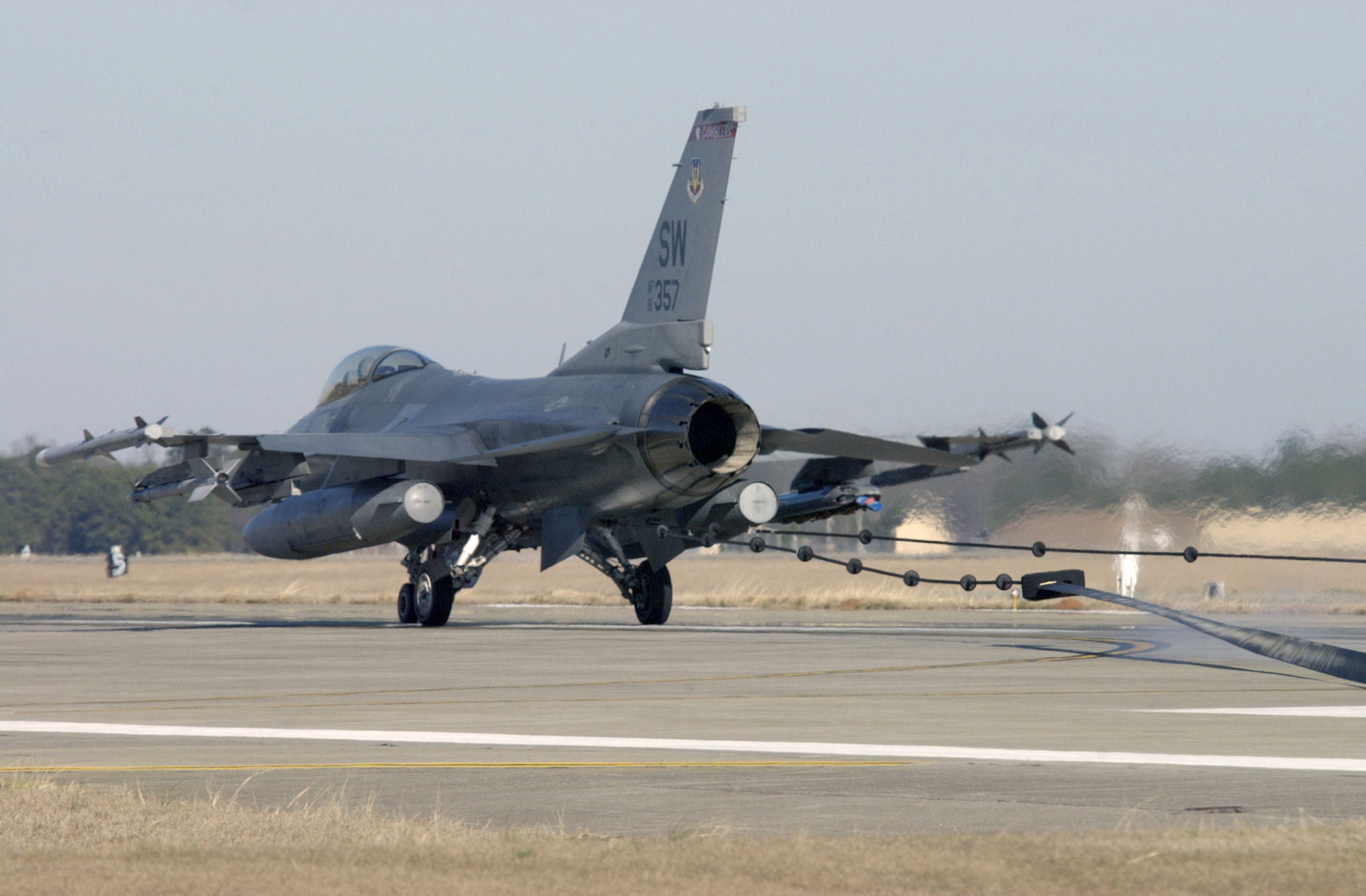
陸上基地でアレスティング・フックを使用し着陸したF-16

## アレスティング・フックの歴史
艦上機のアレスティング・フックは航空母艦側のアレスティング・ワイヤーと対になった装備であり、アレスティング・フックの歴史はそのままアレスティング・ワイヤーの歴史でもある。
アレスティング・フックの原型は、1911年1月18日にアメリカで行なわれた装甲巡洋艦「ペンシルベニア」への世界最初の着艦実験において既に、カーチス複葉機に装備されていた。「ペンシルベニア」には横索式のアレスティング・ワイヤーが張られ、カーチス複葉機にも横索用アレスティング・フックが装備された。適当なワイヤー制動装置がなかったためワイヤーは両端を砂袋に結び付けられて、フックが引っかかったワイヤーが砂袋を引きずる重量の抵抗で制止させた。この成果をもとにしてアメリカのその後の空母建造、そしてフランスが1927年に建造した空母「ベアルン」においては、現在のものにつながる横索式のアレスティング・ワイヤーが装備され、艦上機にも現在と同様の横索用アレスティング・フックが装備された。艦上機が連続して着艦してくる空母で実用的に使用できる制動装置を持った横索式アレスティング・ワイヤーを最初に装備したのは「ベアルン」と言われ、アメリカは空母への実用搭載では遅れを取った。
一方イギリスにおいては、当初横索式アレスティング・ワイヤーの制動装置実用化に懐疑的で、すぐ実用化できる方式として縦索式のアレスティング・ワイヤーが装備され、それにあわせ艦上機にも主脚のタイヤ間に櫛形に5本～10本のフックが並ぶ形状のアレスティング・フックが装備されていた。縦索式のアレスティング・ワイヤーは現在のようにアレスティング・フックを直角に引っ掛けて制動させるものではなく、百本ほどの進行方向と平行のワイヤーと機体側フックとの間に生じる摩擦によって速度を減じるものであった。世界で最初に空母甲板にアレスティング・ワイヤーを装備したのは、このイギリスであった。しかしこの縦索式は制動能力に著しく劣り、横滑りした機体が甲板から転落する事故なども多発したため、一時イギリス海軍は制動装置の使用禁止を命じるほどであった。「ベアルン」の成功を知って横索式アレスティング・ワイヤーの制動装置の開発を行い、1929年から「フューリアス」に横索式を装備して実験を開始、結果が良好であったため空母を建造していた諸国の中では最後となる1931年以降順次イギリス空母も横索式アレスティング・ワイヤーを装備して、艦上機にも現在と同形態のアレスティング・フックが装備されることとなった。
日本は当初、空母建造の手本をイギリスに求めていたため、「鳳翔」などごく初期の空母にはイギリスと同様の縦索式アレスティング・ワイヤーが装備され、艦上機にも縦索式用の櫛形アレスティング・フックが装備されていた。しかし当然のことながら制動能力が悪かったこともイギリス同様であったため、1930年にフランスよりフュー式横索制動装置を輸入して「加賀」に横索式アレスティング・ワイヤーを装備して実験を行うとともに、同装置を海軍及び萱場四郎などで研究して制動装置の国産化を図った。1931年には萱場式国産横索制動装置が完成し赤城に横索式アレスティング・ワイヤーを装備、その後も改良を重ね以後すべての空母は横索式アレスティング・ワイヤーを、艦上機は横索用アレスティング・フックを、装備することとなった。
こうして第二次世界大戦開戦時には、世界の空母と艦上機はすべて、現在と同様の横索式アレスティング・ワイヤーと対応アレスティング・フックを持ち合わせていた。